# 国家野生动物健康中心
国家野生动物健康中心（National Wildlife Health Center, NWHC）是美国地质调查局生物资源处下属的一个科研机构，成立于1975年。其主要使命是推进野生动物健康，造福动物、人类和环境。
国家野生动物健康中心有独立或与其他团队合作调查动植物疾病的能力, 并协调各部门之间的沟通。NWHC建立了野生生物健康信息共享合作伙伴 (WHISPers)事件报告系统与合作伙伴和公众共享信息。WHISPers是一种网络工具, 可共享有关野生生物死亡事件的信息。